# 国際連合安全保障理事会決議1718
国際連合安全保障理事会決議1718（こくさいれんごうあんぜんほしょうりじかいけつぎ1718、英: United Nations Security Council Resolution 1718）は、2006年10月14日に国際連合安全保障理事会で採択された核の不拡散と朝鮮民主主義人民共和国（北朝鮮）に関する決議。略称はUNSCR1718。

## 概要
国連安保理決議1718は、2006年に行われた北朝鮮の核実験に対する決議で、一般に「北朝鮮核実験実施に対する国連制裁決議」と呼ばれるもの。同年7月に採択された決議1695に引き続き、日本が非常任理事国の立場を活用して主導的に作成・提案・成立したといわれる決議。大きな特徴として、決議1695では記載のなかった国連憲章第7章に基づく「制裁」行動が盛り込まれている。同決議は全会一致で採択された。

## 主な内容
- 北朝鮮が2006年10月9日に行った核実験を非難
- 北朝鮮に対し、これ以上の核実験と弾道ミサイルの開発・発射の中止を要求
- 北朝鮮に対し、核拡散防止条約と国際原子力機関（IAEA）への復帰を要求
- 北朝鮮に対し、既存のあらゆる核計画と大量破壊兵器を、完全な、検証可能な、不可逆的な方法で放棄することを決定し、核不拡散防止条約とIAEAが定める条件に厳格に従って行動することを決定
- 国連憲章第7章第41条に基づく経済制裁を実施することを決定（臨検の実施、奢侈品の禁輸、戦闘機・軍艦・ミサイルなどの特定の兵器の禁輸とそれらに関連する物資や技術やサービスの移転や調達の禁止等を決定）
- 北朝鮮に対し、直ちに無条件で六者会合に復帰することを要請

## 成立の経緯
- 2006年7月5日 - 北朝鮮がミサイル発射実験を実行
- 2006年7月16日 - 北朝鮮のミサイル発射に対する国連安保理決議1695を全会一致で採択
- 2006年7月16日 - 同決議採択の45分後、北朝鮮側はこの決議案を拒否することを表明
- 2006年10月9日 - 北朝鮮が核実験を実行
- 2006年10月14日 - 北朝鮮の核実験実施に対する国連安保理決議1718を全会一致で採択